# کاروانسرای آبگرم کوار
کاروانسرای آبگرم کوار مربوط به دوران‌های تاریخی پس از اسلام است و در شهرستان شیراز، بخش کوار، روستای آبگرم واقع شده و این اثر در تاریخ ۱۲ بهمن ۱۳۸۱ با شمارهٔ ثبت ۷۱۵۹ به‌عنوان یکی از آثار ملی ایران به ثبت رسیده است.